# 振盪器代數
振盪器代數(oscillator algebra)也叫海森堡代數，是一种無限維複李代數，是一种無限維交換代數的中心擴張；可以用無限維Foch 空間上的微分算子來表示，可以用來描述一部量子調和振盪器。

## 定義
海森堡代數 A是种複李代數，有基:
- {\displaystyle \{\hbar ,a_{n};n\in \mathbb {Z} \}}

和交換關係式
- {\displaystyle [\hbar ,a_{n}]=0}
- {\displaystyle [a_{m},a_{n}]=m\delta _{m+n}\hbar ;m,n\in \mathbb {Z} }

其中 {\displaystyle \hbar }是中心元，可以任意交換。當 {\displaystyle \hbar \rightarrow 0}，A的極限就是交換代數。